# Lenne (affluent de l'Aveyron)
Pour les articles homonymes, voir Lenne.
Le Lenne (occitan : Enna) est une rivière française qui coule dans le département de l'Aveyron. C'est un affluent de l'Aveyron en rive droite, donc un sous-affluent de la Garonne par l'Aveyron puis par le Tarn. 

## Géographie
De 10,4 km de longueur, le Lenne prend sa source sur la commune de Baraqueville et se jette dans l'Aveyron sur la commune de Moyrazès au lieu-dit Ayssens.

## Départements et communes traversées
- Aveyron :  Baraqueville, Moyrazès.

## Hydrologie
La superficie de son bassin versant est de 17,9 km2. En amont se situe le plan d'eau du Val de Lenne, base de loisirs de 15 hectares, créée en 1995.